# Vladimir Trochine
Vladimir Konstantinovitch Trochine (russe : Владимир Константинович Трошин), né le 15 octobre 1926 à Mikhaïlovsk et mort le 25 février 2008 à Moscou,, est un acteur de théâtre et de cinéma ainsi qu'un chanteur soviétique puis russe.

## Biographie
Vladimir Trochine naît en 1926 dans le village de Mikhaïlovsk, dans l’oblast de Sverdlovsk. Après des études à l’École d’art dramatique de Moscou, il entre en 1948 au Théâtre d'art de Moscou, où il restera toute sa vie.
Il gagne une renommée nationale en 1956 en enregistrant la chanson « Les Nuits de Moscou » (Подмосковные вечера), initialement composée pour un documentaire sur le sport. Cette chanson devient un classique de la musique soviétique, largement diffusée en URSS et à l’étranger.
Troshin a été nommé Artiste du peuple de la RSFSR en 1985,. Il a également été nommé Artiste émérite du Mari El. Il a également reçu le Prix d'État de l'URSS, l'Ordre d'Honneur et l'Ordre de l'Amitié.

## Carrière
Trochine alterne les rôles au théâtre et les performances musicales. Il participe à de nombreux films, souvent dans des seconds rôles, mais également dans des premiers rôles à la télévision soviétique. Il est décoré du titre d’Artiste du peuple de la RSFSR en 1985.
Parmi ses œuvres notables au cinéma :
- Судьба человека (Le Destin d’un homme, 1959)
- В трудный час (À l’heure difficile, 1960)
- Московская сага (Saga moscovite, 2004)

Il continue de se produire sur scène et d’enregistrer des chansons jusqu’à la fin de sa vie.
Parmi ses chansons :
- 14 minutes avant le décollage
- Les Nuits de Moscou
- Ah, les chemins...
- Dans la tranchée

## Vie privée
Vladimir Trochine était marié à l’actrice Nadejda Fominykh. Il meurt en 2008 à Moscou et est enterré au cimetière Troïekourovskoïe.